# Japanagallia
Japanagallia är ett släkte av insekter. Japanagallia ingår i familjen dvärgstritar.
Kladogram enligt Catalogue of Life:
| Japanagallia | \| \| Japanagallia dentata \| \| \| \| \| \| Japanagallia hamata \| \| \| \| \| \| Japanagallia longa \| \| \| \| \| \| Japanagallia pteridis \| \| \| \| \| \| Japanagallia tappana \| \| \| \| |
|              | \| \| Japanagallia dentata \| \| \| \| \| \| Japanagallia hamata \| \| \| \| \| \| Japanagallia longa \| \| \| \| \| \| Japanagallia pteridis \| \| \| \| \| \| Japanagallia tappana \| \| \| \| |
|              | Japanagallia dentata |
|              | |
|              | Japanagallia hamata |
|              | |
|              | Japanagallia longa |
|              | |
|              | Japanagallia pteridis |
|              | |
|              | Japanagallia tappana |
|              | |